# Acrolobus emarginatus
Acrolobus emarginatus är en rundmaskart. Acrolobus emarginatus ingår i släktet Acrolobus, och familjen Cephalobidae. Arten är reproducerande i Sverige.